# Alberto Montalvão

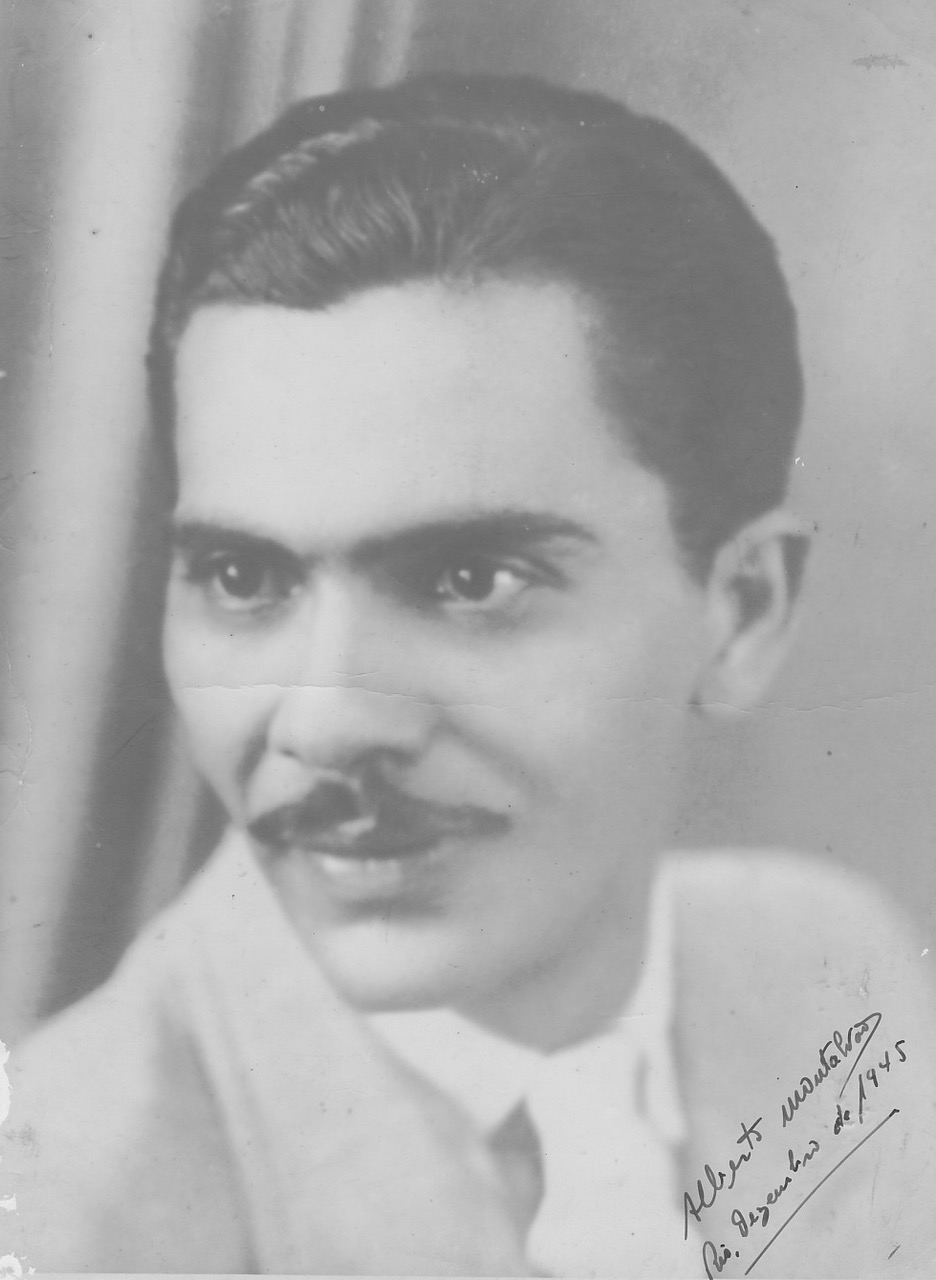
Alberto Montalvão em 1945

Alberto Montalvão  (Miraí, 23 de março de 1912 - São Paulo, 22 de janeiro de 1981 (68 anos)) foi um escritor brasileiro nascido em Minas Gerais que se destacou pela produção de várias obras nas áreas de Psicologia e desenvolvimento pessoal. O jornal A noite do Rio de Janeiro em sua edição do dia 12 de dezembro de 1949 anunciou o lançamento de sua primeira obra literária  "A mensagem"
O periódico Correio da Manhã destacou em coluna do dia 19 de setembro de 1958 dentre suas obras: "Consciência de força", "O homem forte", "O que é o energismo" e "O Estado energista"
Durante algum tempo manteve uma coluna no jornal O Semanário onde conversava com os leitores sobre sua filosofia denominada "Energismo" que em 1957 contava com mais de 100 mil seguidores . Um de seus livros mais conhecidos, "Energismo", foi publicado em 1950. Além de escritor Alberto era autor rádio-teatral
Em suas declarações notava-se uma preocupação em não limitar a aplicação dos princípios de sua filosofia apenas na vertente da transformação pessoal, mas também como motriz de uma revolução social que segundo Montalvão o Brasil precisava vivenciar urgentemente.
Alberto Montalvão também disseminava seus ensinamentos através do "Círculo do Energismo Universal" que funcionava na Rua Evaristo da Veiga na Cinelândia, Rio de Janeiro
Em homenagem à sua memória, na cidade de Miraí, o professor/historiador Sérgio Antônio de Paula Almeida criou, em dezembro de 2016, o projeto cultural AML. A consolidação do projeto cultural se deu em janeiro de 2017. Nascia a Academia Miraiense de Letras, sendo o professor Alberto Montalvão escolhido como Patrono da Instituição Cultural. Sua memória está, igualmente preservada na cadeira de número I. A Sede administrativa da Academia Miraiense de Letras foi instalada pela municipalidade no Memorial Ataulfo Alves.

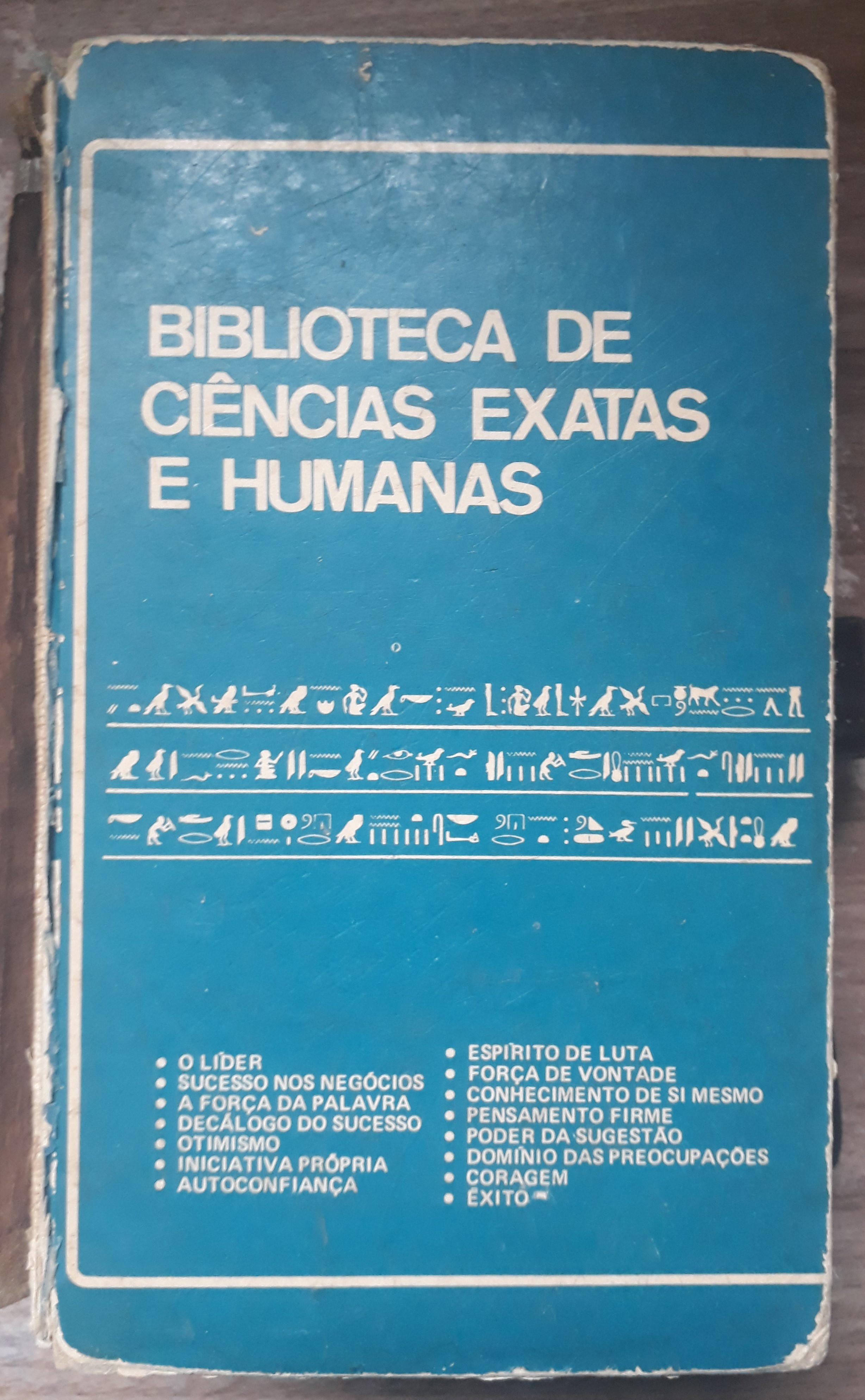
Obra de Alberto Montalvão. Edição 1983